# Pentax K-S1

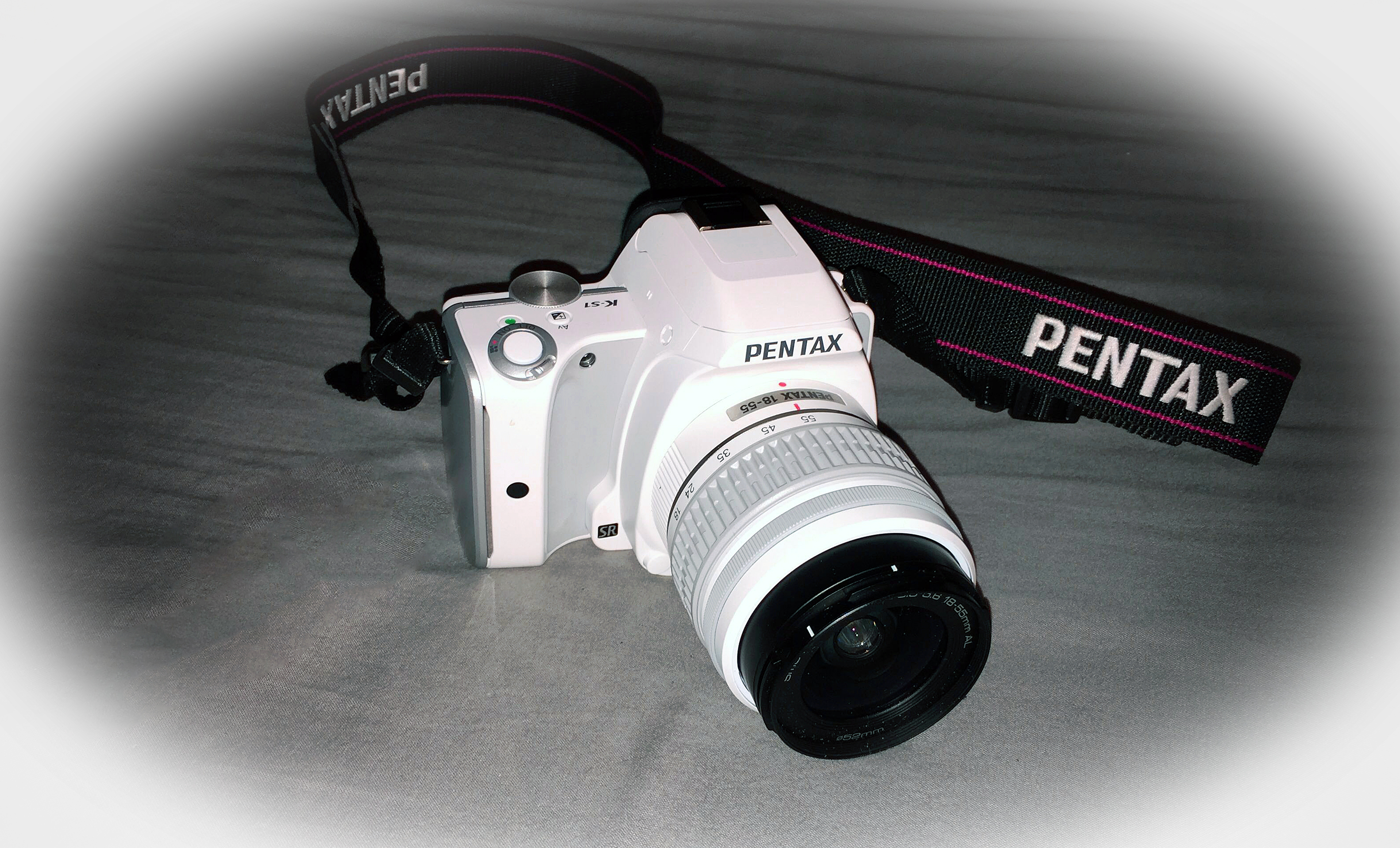
Modell Pentax K-S1 (Weiß)

Die Pentax K-S1 ist eine kompakte digitale Spiegelreflexkamera von Ricoh (ehemals Pentax). Sie wurde am 27. August 2014 vorgestellt und zeichnet sich durch einen Anti-Aliasing-Filter-Simulator, FluCard-Kompatibilität und ein bereits eingebautes Stereomikrophon aus. Mit ihrem 20-Megapixel-Sensor liegt sie zwischen dem Flaggschiff K-3 und der K-50, einem wetterfesten, gehobenen Einsteigergerät.
Außerdem präsentiert sich die K-S1 mit einem neuen Bedienkonzept, in dem der Videomodus direkt durch den An/Ausschalter wählbar ist, und das Modusrad auf die Rückseite der Kamera verlegt wurde.